# Quận Blackford, Indiana
Quận Blackford là một quận thuộc tiểu bang Indiana, Hoa Kỳ. Quận lỵ đóng tại thành phố Hartford City 6. Quận được thành lập ngày 15 tháng 2 năm 1838 từ quận Jay. Quận được đặt tên theo Isaac Blackford, Chủ tịch Hạ viện bang Indiana. Theo Cục điều tra dân số Hoa Kỳ, dân số theo điều tra năm 2000 là 14.048 người. Quận có diện tích 427 km².